# Hellingkracht

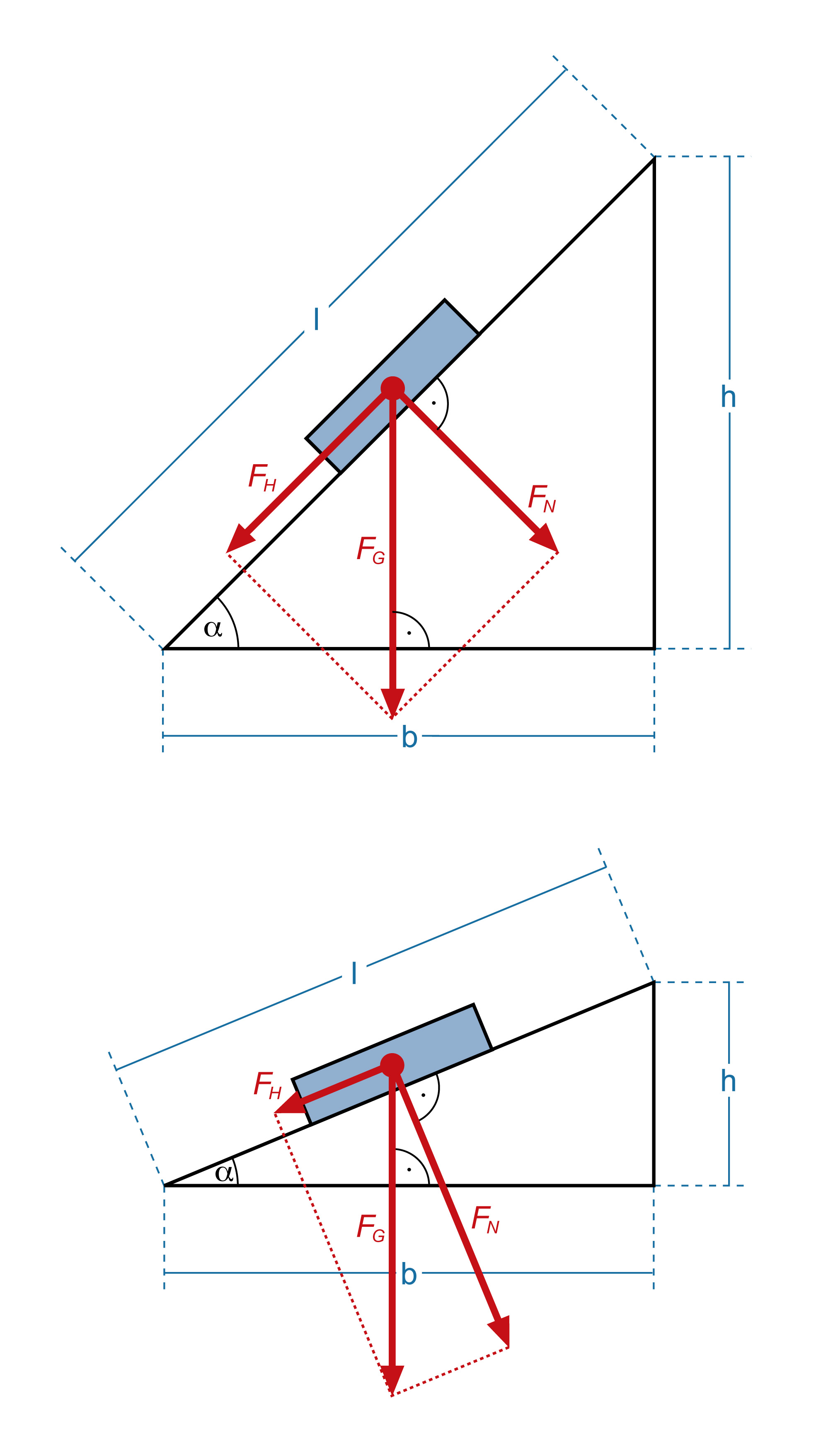
Hellend vlak: Boven met een hellingshoek α van 45°, onder met 22,5°. De rode pijlen zijn van links naar rechts de hellingkracht, de zwaartekracht en de normaalkracht.

De hellingkracht is in de mechanica de component van de zwaartekracht op een lichaam op een hellend vlak, die hellingafwaarts gericht is.
De zwaartekracht FG kan in twee componenten gesplitst worden: de hellingkracht en de normaalkracht FN.
Als de hellingshoek {\displaystyle \alpha } van het vlak toeneemt zal de hellingkracht toenemen en de normaalkracht afnemen. Bij een hellingshoek van 90° is de hellingkracht maximaal en gelijk aan de zwaartekracht op het lichaam. De normaalkracht is bij een hoek van 0° maximaal en neemt bij een stijgende hoek af.
{\displaystyle F_{H}=F_{G}\cdot \sin(\alpha )}
{\displaystyle F_{N}=F_{G}\cdot \cos(\alpha )}

## Voorbeelden

### Fietsen op een helling
Bij het fietsen tegen een helling op, moet de fietser, naast de wrijvingskrachten, windkracht etc. ook tegen de hellingkracht in een kracht leveren. Daarom is het fietsen tegen een helling op zwaarder dan op een vlakke bodem. Als de fietser van de helling af fietst, werkt de hellingkracht echter mee met de fietsrichting, en wordt het extra makkelijk fietsen. 
Omdat de hellingkracht ervaren wordt als een extra weerstand bij het fietsen of lopen, wordt hellingkracht ook wel klimweerstand genoemd. Het gaat echter niet om een weerstand, omdat er geen sprake is van wrijving. 

### Baksteen op een schuine helling
Ter illustratie kan het voorbeeld van een baksteen op een vlakke plaat genomen worden. In verticale richting werkt op de baksteen de zwaartekracht FG. Als men de plaat stapsgewijs steeds schever houdt, zal het aandeel van de hellingkracht steeds groter worden terwijl de normaalkracht afneemt. De normaalkracht werkt altijd loodrecht op de plaat, de hellingkracht parallel aan de plaat.
De baksteen blijft stilliggen, zolang de hellingkracht {\displaystyle F_{\mathrm {H} }} kleiner is dan de wrijvingskracht {\displaystyle F_{\mathrm {R} }}, die in tegengestelde richting werkt.
Bij een te grote hellingshoek van de plaat wordt de hellingkracht groter dan de weerstand en de baksteen glijdt naar onderen van de plaat af.

## Verdere toelichting

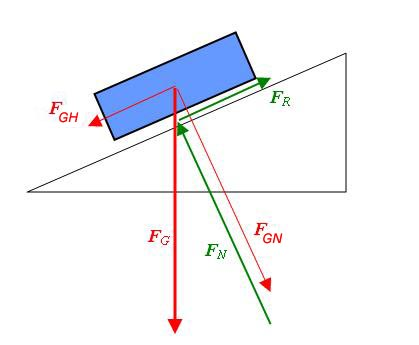
Hellend vlak met een hellingshoek α.
De rode pijlen zijn echt werkende krachten, de groene pijlen componenten van echte krachten.

De begrippen klimweerstand of hellingkracht en normaalkracht leidden nog weleens tot misverstanden.
- De normaalkracht is dat deel van de contactkracht, dat loodrecht op de ondergrond staat. De normaalkracht grijpt niet aan bij het gewichtsmiddelpunt van een lichaam, maar op het contactvlak tussen het lichaam en de ondergrond zelf.
- De hellingkracht is geen toegevoegde kracht in het systeem, maar slechts een component (onderdeel van) de zwaartekracht. In de figuur hiernaast wordt onderscheid gemaakt tussen de normaalkracht {\displaystyle F_{\mathrm {N} }} en de normaalcomponent {\displaystyle F_{\mathrm {GN} }} van de zwaartekracht; en tussen de wrijvingskracht {\displaystyle F_{\mathrm {H} }} en de parallelcomponent {\displaystyle F_{\mathrm {GH} }} van de zwaartekracht.